# Walter von Reichenau (Abt)
Walter († 864) war Abt des Klosters Reichenau.
Walter war der 14. Abt der Reichenau und Nachfolger von Folkwin, der am 16. März 858 gestorben war. Vermutlich war er ein Mönch aus der Abtei St. Gallen. Es gibt nur skizzenhafte Informationen aus dem Abbatiat von Walter.
Er starb 864 im Abtsamt.